# Har Noter
Har Noter (hebreiska: הר נוטר) är en kulle i Israel.   Den ligger i distriktet Norra distriktet, i den norra delen av landet. Toppen på Har Noter är 571 meter över havet.
Terrängen runt Har Noter är huvudsakligen kuperad, men söderut är den bergig. Runt Har Noter är det tätbefolkat, med 591 invånare per kvadratkilometer. Närmaste större samhälle är Qiryat Shemona, 6,6 km söder om Har Noter. Trakten runt Har Noter består till största delen av jordbruksmark.